# Uber Cup 2006/Qualifikation Amerika
Die amerikanische Qualifikation zum Uber Cup 2006 fand vom 13. bis zum 18. Februar im Club Regatas in Lima, Peru, statt. Die USA qualifizierten sich als Sieger für die Endrunde des Cups.

## Austragungsort
- Club de Regatas Lima

## Gruppe A
| Platz | Land   | Punkte | Spiele | Spielpunkte |   |    | Sätze |   |    | Bälle |   |     |
| ----- | ------ | ------ | ------ | ----------- | - | -- | ----- | - | -- | ----- | - | --- |
| 1     | Kanada | 2      | 2      | 10          | – | 0  | 20    | – | 0  | 422   | – | 237 |
| 2     | Peru   | 1      | 2      | 5           | – | 5  | 10    | – | 11 | 371   | – | 340 |
| 3     | Mexiko | 0      | 2      | 0           | – | 10 | 1     | – | 20 | 223   | – | 439 |

## Gruppe B
| Platz | Land                | Punkte | Spiele | Spielpunkte |   |    | Sätze |   |    | Bälle |   |     |
| ----- | ------------------- | ------ | ------ | ----------- | - | -- | ----- | - | -- | ----- | - | --- |
| 1     | Vereinigte Staaten  | 3      | 3      | 15          | – | 0  | 30    | – | 0  | 630   | – | 282 |
| 2     | Kuba                | 2      | 3      | 10          | – | 5  | 20    | – | 12 | 577   | – | 452 |
| 3     | Brasilien           | 1      | 3      | 4           | – | 11 | 10    | – | 24 | 446   | – | 663 |
| 4     | Trinidad und Tobago | 0      | 3      | 1           | – | 14 | 4     | – | 28 | 401   | – | 657 |

## Platz 5 bis 7
| Platz | Land                | Punkte | Spiele | Spielpunkte |   |   | Sätze |   |   | Bälle |   |     |
| ----- | ------------------- | ------ | ------ | ----------- | - | - | ----- | - | - | ----- | - | --- |
| 1     | Mexiko              | 2      | 2      | 7           | – | 3 | 15    | – | 8 | 453   | – | 367 |
| 2     | Brasilien           | 1      | 2      | 6           | – | 4 | 5     | – | 7 | 204   | – | 228 |
| 3     | Trinidad und Tobago | 0      | 2      | 2           | – | 8 | 3     | – | 8 | 163   | – | 225 |

## Endrunde
|  | Halbfinale | Halbfinale         | Halbfinale |  |                    | Finale           | Finale           | Finale           |
|  |            |                    |            |  |                    |                  |                  |                  |
|  |            |                    |            |  |                    |                  |                  |                  |
|  |            | Vereinigte Staaten | 3          |  |                    |                  |                  |                  |
|  |            | Peru               | 0          |  |                    |                  |                  |                  |
|  |            |                    |            |  | Vereinigte Staaten | 3                |                  |                  |
|  |            |                    |            |  |                    | Kanada           | 0                |                  |
|  |            | Kanada             | 3          |  |                    |                  |                  |                  |
|  |            | Kuba               | 0          |  |                    | Spiel um Platz 3 | Spiel um Platz 3 | Spiel um Platz 3 |
|  |            |                    |            |  |                    |                  | Peru             | 2                |
|  |            | Kuba               | 3          |  |                    |                  |                  |                  |
|  |            |                    |            |  |                    |                  |                  |                  |